# Skały na Wzgórzu
Skały na Wzgórzu – grupa skał we wsi Trzebniów, w województwie śląskim, w powiecie myszkowskim, w gminie Niegowa. Skały znajdują się na bezleśnym, północno-zachodnim zboczu wzgórza Kazubiec na północnym krańcu zabudowanego obszaru wsi, w miejscu, w którym biegnący główną drogą przez wieś czerwony Szlak Orlich Gniazd odchodzi od niej na zachód. Pod względem geograficznym jest to obszar Wyżyny Częstochowskiej.
Na Skałach na Wzgórzu w 1999 i 2009 r. wspinacze skalni poprowadzili 17 dróg wspinaczkowych o trudności od III do VI.2+ w skali Kurtyki. Są też projekty dwóch innych dróg i możliwość poprowadzenia jeszcze jednej. Na prawie wszystkich drogach zamontowano stałe punkty asekuracyjne: ringi (r), stare kotwy (s) i stanowiska zjazdowe. Wśród wspinaczy skalnych skała jest średnio popularna.
1. Głowa skalera; VI.1+, 3r + st
2. Łeb na karku; VI.1+, 3r + st
3. Gumo żeros; VI.2, 3r
4. Manu zjadus; VI.2+, 4r + st
5. Bronko zabrus; VI.1, 4r + st
6. Oktawio kałmus; VI.1+, 4r + st
7. Możliwość;
8. Paniker; VI.1+, 5 r + st

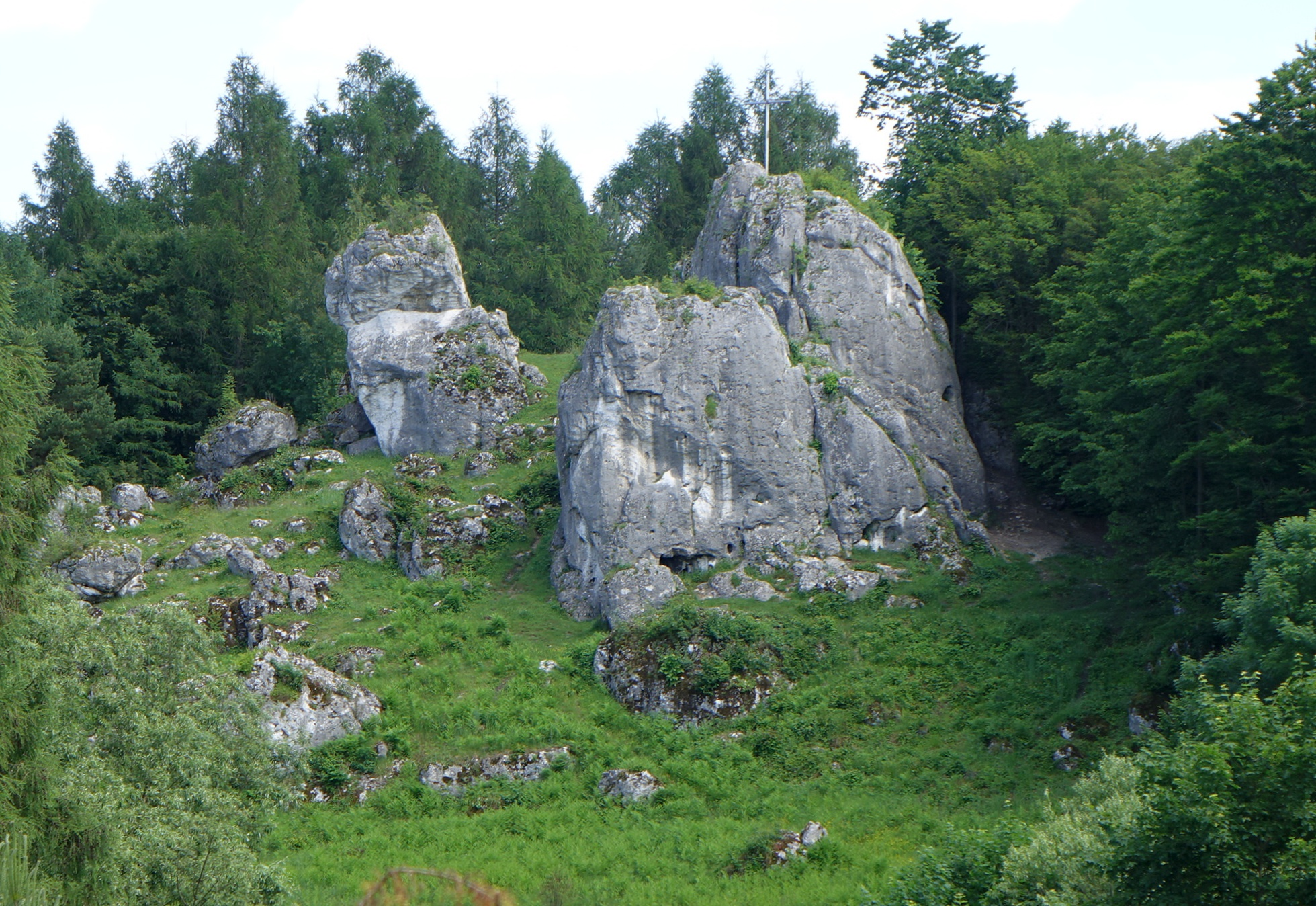
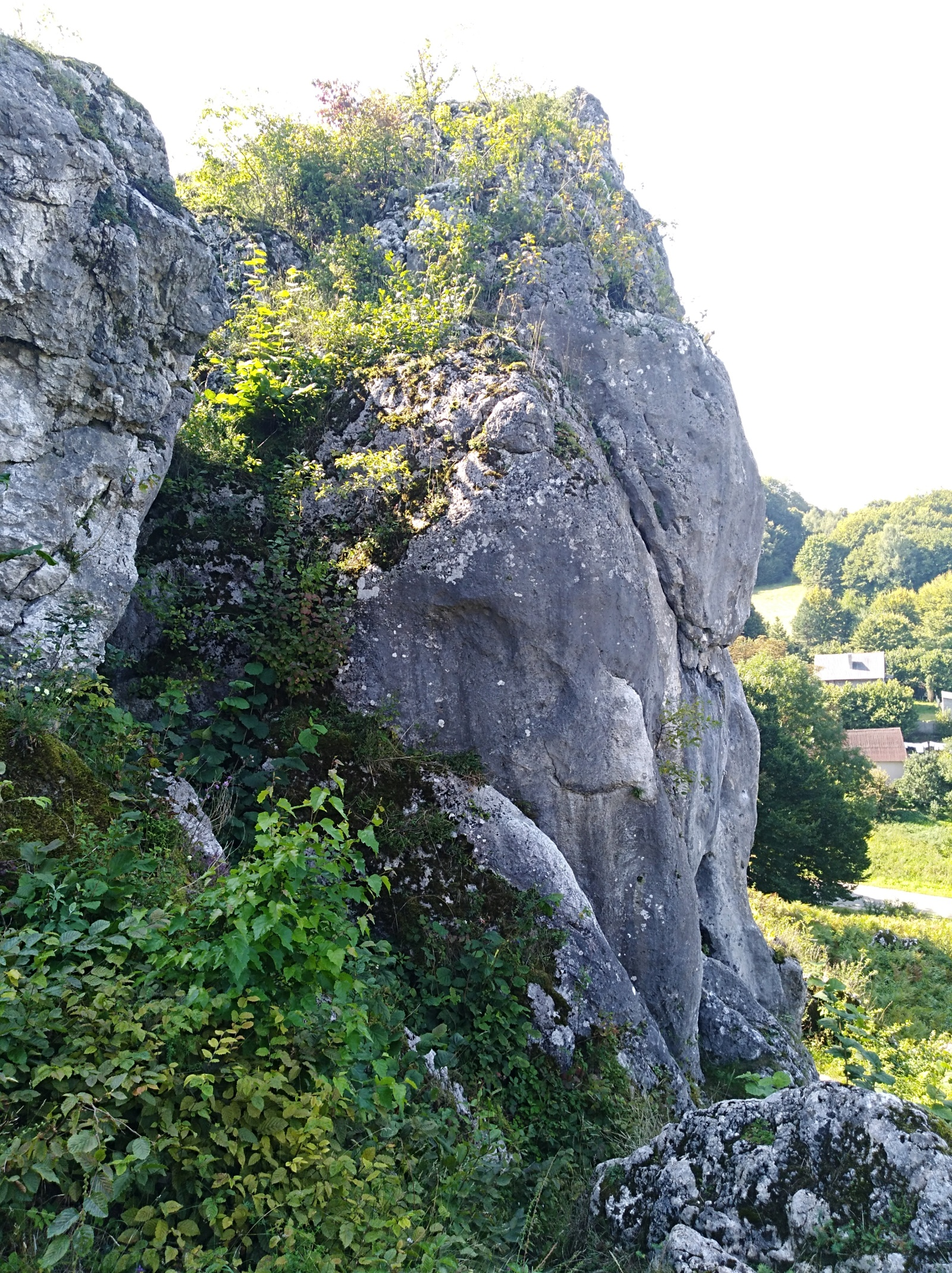
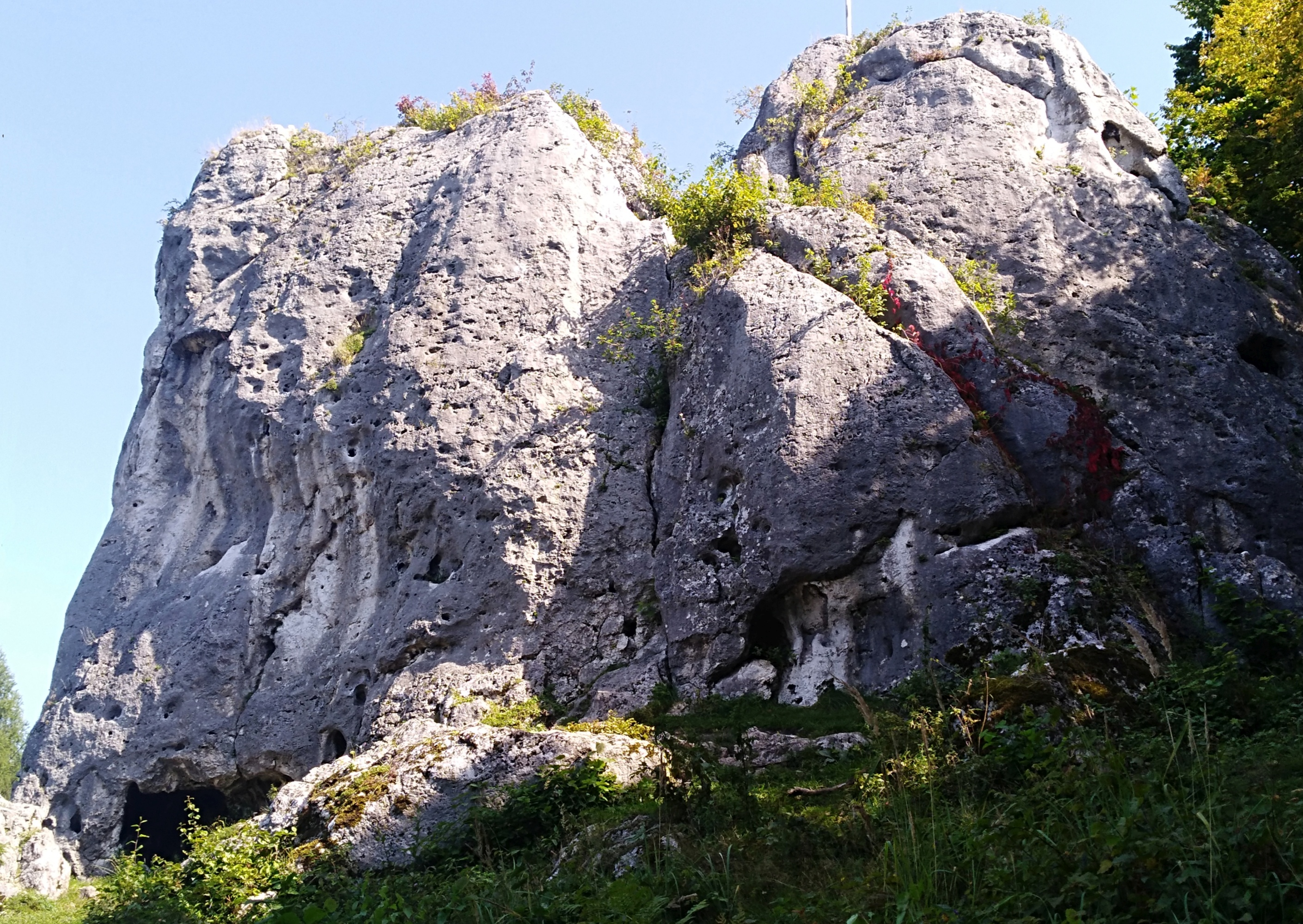
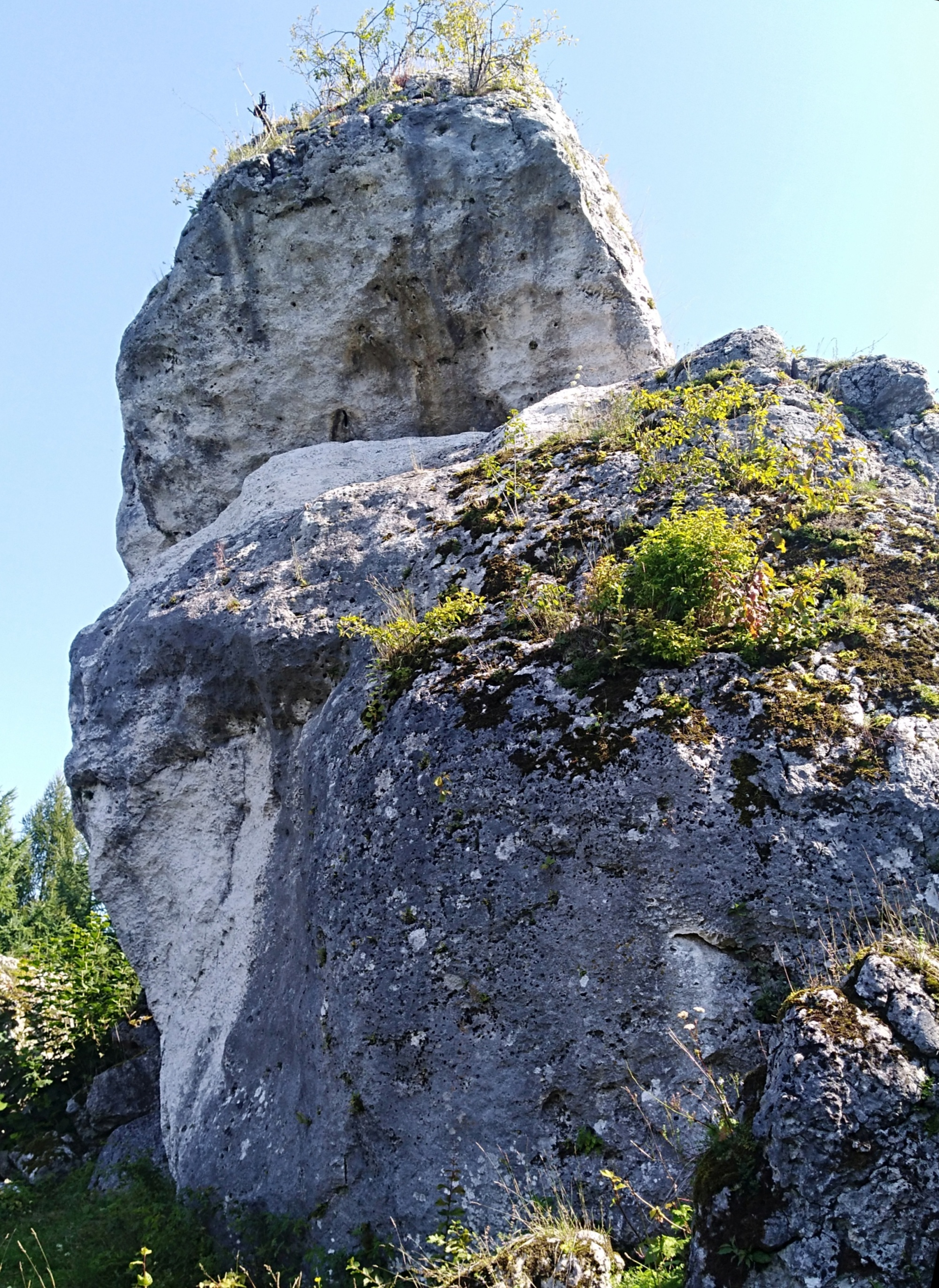
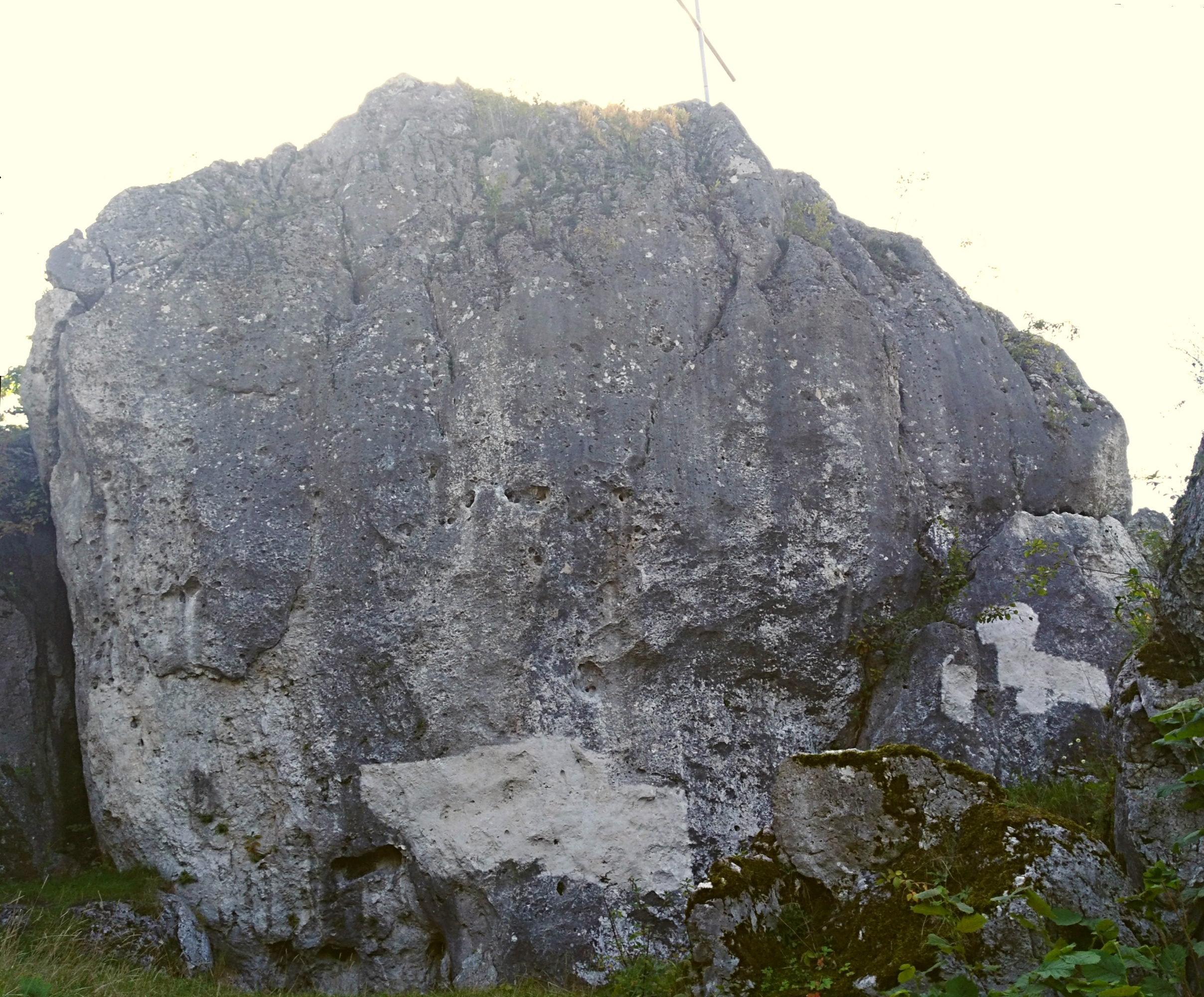
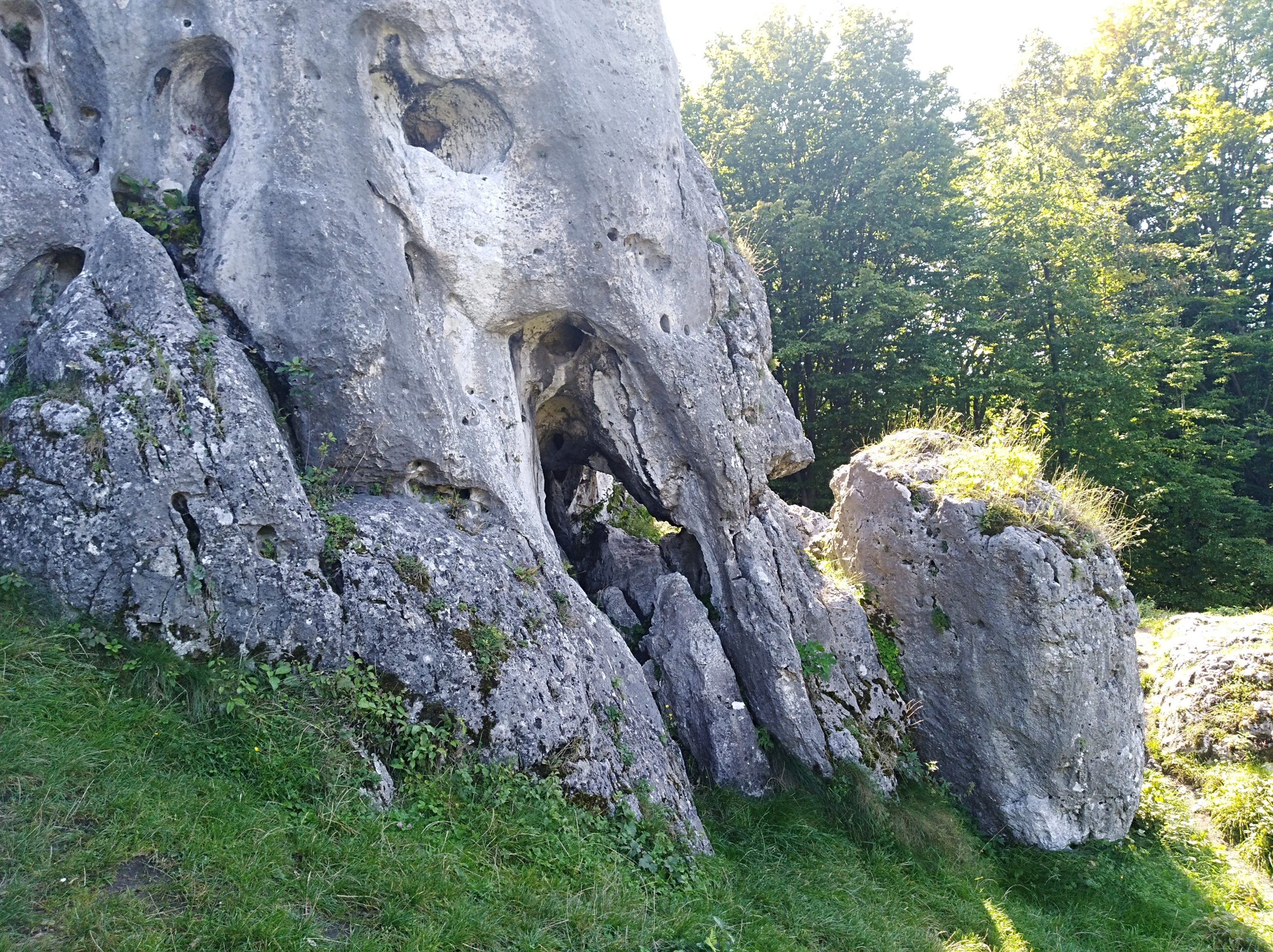
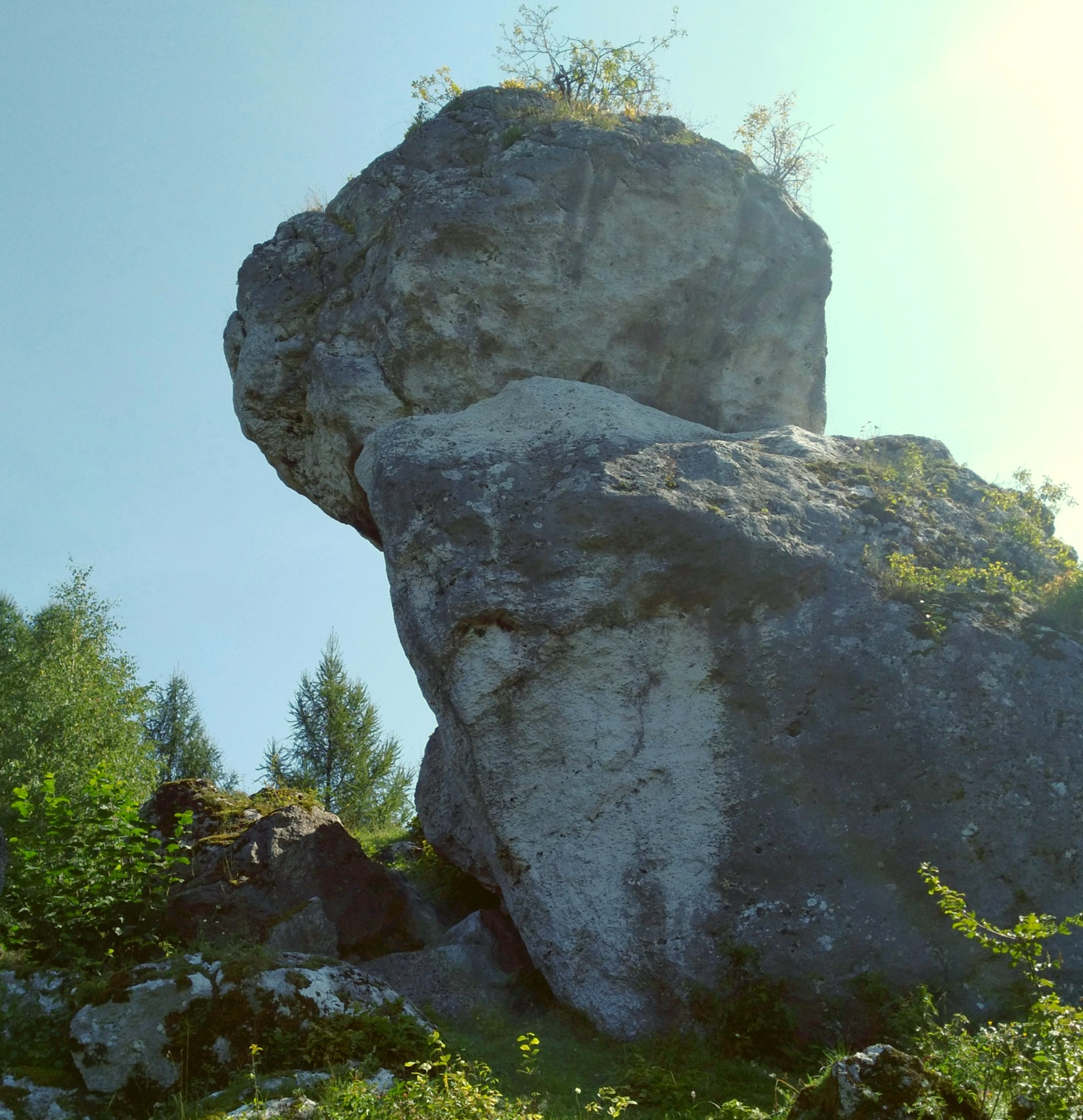

9. Europa; VI.1, 5r + st (droga szczególnie polecana)
10. Azja; VI+, 3r + st (droga parametryczna)
11. Hameryka; VI, 3r
12. Bronkówka; V+, 4r + st
13. Gorzkowe kwiaty; V, 4r + st
14. Zakręt U; V+, 4r + st
15. Pół serio; V+, 5r + st
16. Pół słodko; V, 4r + st
17. Głodno; IV+, 4r + st
18. Gorzko; III (droga szczególnie polecana)
19. Projekt
20. Projekt[3].

W Skałach na Wzgórzu znajdują się dwie jaskinie: Schronisko Górne w Kozubcu i Tunelik w Kozubcu.